# Glenn Strange
George Glenn Strange (ur. 16 sierpnia 1899 w Weed, zm. 20 września 1973 w Los Angeles) – amerykański aktor. 
Odtwórca roli barmana Sama Noonana w serialu CBS Strzały w Dodge City (1961–73). Wystąpił w wielu westernach. Wystąpił w roli Frankensteina (Dom Frankensteina, Dom Draculi i Abbott i Costello spotykają Frankensteina).

## Życiorys
Urodził się w Weed w stanie Nowy Meksyk jako syn Sarah Elizabeth Byrd i Williama Russella Strange’a. Miał starszego brata David Lawrence’a (ur. 1902, zm. 1957) oraz trzy siostry – dwie starsze – Jenny Ethel (1894–1987) i Shirley Virgil (1897–1966) oraz młodszą Alphę Jean (1905–1997). Dorastał na ranczu i porzucił szkołę po ósmej klasie, ponieważ jego ojciec uważał, że ma wystarczające wykształcenie, aby pracować przy bydle. W wieku 12 lat zaczął grać na skrzypcach podczas lokalnych tańców. W 1928 zaczął wykonywać muzykę w stacji radiowej w El Paso. Inną wczesną pracą był boks w wadze ciężkiej, co spowodowało uszkodzenie jego prawego ucha. Strange brał udział w rodeo Hoota Gibsona, ale doznał kontuzji, gdy spadł na niego koń. Po kontuzji Gibson opiekował się nim, a Strange zaczął grać bandytów w westernach Gibsona.
Zmarł 20 września 1973 w Los Angeles w Kalifornii w wieku 74 lat na raka płuc. Został pochowany na cmentarzu Forest Lawn – Hollywood Hills.

## Wybrana filmografia

### Filmy
- 1941: Billy the Kid Wanted jako Vic Landreau
- 1942: The Mad Monster jako Petro
- 1944: Dom Frankensteina jako potwór Frankensteina
- 1945: Dom Draculi jako potwór Frankensteina
- 1947: Sindbad Żeglarz jako główny nadzorca galery
- 1948: Abbott i Costello spotykają Frankensteina jako potwór Frankensteina

### Seriale
- 1959: Rawhide jako wódz Indian
- 1961–1973: Strzały w Dodge City jako Sam Noonan